# Argentina sphyraena
La llamada sula de altura, pez-plata, argentina, abishoya, peón, pigudo o polido -entre otros nombres vernáculos- es la especie Argentina sphyraena, un pez marino de la familia argentínidos, distribuida por el noreste del océano Atlántico, mar Mediterráneo y mar Báltico. Su pesca tiene poco interés.

## Anatomía
La longitud máxima descrita fue de 35 cm para un individuo capturado con una edad de 16 años, aunque la talla máxima normal es de unos 20 cm.

## Hábitat y biología
Viven pegados al fondo marino, en aguas profundas en un rango de profundidad entre 50 y 700 metros. Es una especie relativamente común en la plataforma continental y en la parte superior del talud continental, probablemente los juveniles viven en la parte más profunda.
Se alimentan de gusanos poliquetos, moluscos y crustáceos que viven en el lecho marino, aunque también de peces e invertebrados pelágicos.
Desovan a principios de primavera, siendo sus larvas pelágicas. Estas larvas alcanzan la madurez sexual cuando sobrepasan los 12 cm de longitud.